# Heligt blod, helig Gral

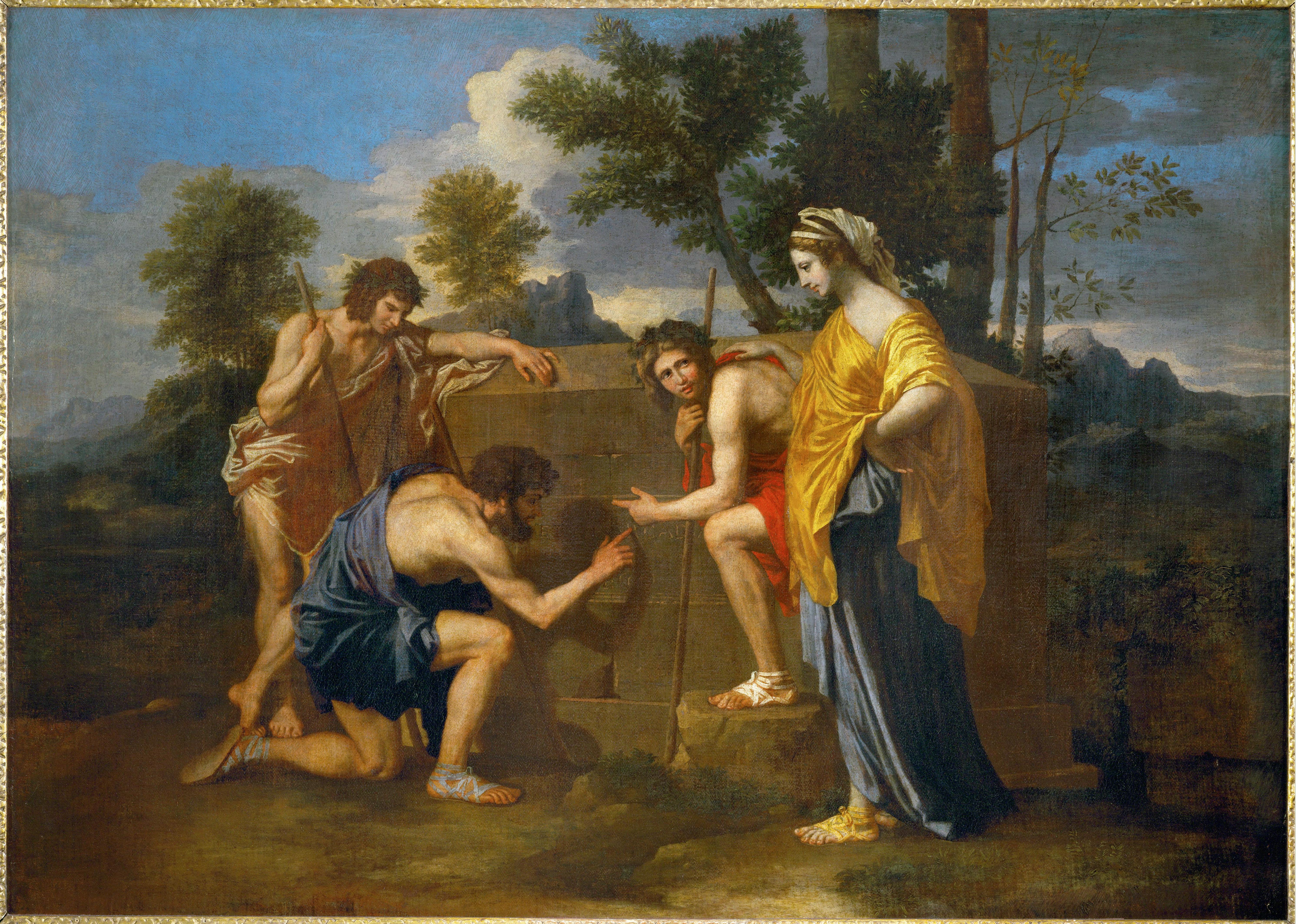
Nicolas Poussins Fåraherdar i Arkadien. Dessa har samlats kring en grav med den kryptiska sentensen Et in arcadia ego. Tavlan verkar ha spelat en stor roll för hemliga sällskap i 1600-talets Frankrike.

Heligt blod, helig Gral (originaltitel: The Holy Blood and the Holy Grail) är en omstridd historisk facklitterär bok från 1982 av historikerna Michael Baigent, Richard Leigh och författaren Henry Lincoln, TV-producenter på brittiska BBC.
Lincoln började på 1970-talet undersöka den mystiske landsortsprästen Bérenger Saunière som var verksam i den sydfranska staden Rennes-le-Château i slutet av 1800-talet. Enligt legenden hade denne funnit någon slags skatt som hade gjort honom mycket rik och skaffat honom kontakter i inflytelserika kretsar. Skatten bestod av släktträd och chiffrerade meddelanden. 
Författarna har studerat frankerrikets historia, evangelierna och sagan om Perceval och påstår följande:
- Genom en närläsning av evangelierna gör de antagandet att Jesus var gift och hade barn med Maria Magdalena, en dotter vid namn Sara. Jesus kom från en rik familj med band till de tidigare härskarna Salomo och David. Det är också rimligt att anta att Jesus var skriftlärd rabbin, ett förtroende som endast gavs till gifta män. I Johannesevangeliet berättas om ett bröllop som skulle kunna vara Jesus eget. I evangelierna framgår också att Jesus relation till Maria Magdalena endast kan förklaras av att de var gifta.

- Att evangelierna pekar ut judarna som ansvariga för dödsdomen mot Jesus förklaras av att de första kristna har modifierat sanningen för att evangeliernas budskap ska vara acceptabelt i det Romerska riket. Det fanns ingen tradition att benåda en av två dödsdömda som evangeliet påstår att Pontius Pilatus gjorde.

- Efter korsfästelsen flydde Maria Magdalena och hennes barn till Gallien där de togs om hand av de judar som redan fanns där. Under 400-talet gav de efterlevande upphov till de merovingiska kungarna som styrde frankerriket 447–751. Den heliga Graalen (franska Sang royal) är det blodsband som existerade mellan merovingerna och Jesus.

- Den hemliga organisationen Prieuré de Sion grundades år 1099 med målet att den merovingiska dynastin åter ska få makten och har sedan dess haft många betydande stormästare, däribland Isaac Newton och Leonardo da Vinci. Sekten finns kvar än idag.

- 1118 grundades Tempelriddarorden i Jerusalem för att skydda pilgrimer i det heliga landet men utgör egentligen Prieuré de Sions militärt och ekonomiskt ansikte utåt. Under sin vistelse i Israel hittade orden otvetydiga bevis för blodsbanden mellan Jesus och merovingerna.

- År 1209 utgick ett korståg mot Languedoc norr om Pyrenéerna där albigienserna var inflytelserika. Albigienserna underströk bl.a. den direkta relationen mellan den troende och Gud, i kontrast till den katolska kyrkan. Påven Innocentius III utfärdade dekret om korståg eftersom en alternativ kyrka som byggde på blodsbanden mellan sin ledare och Jesus skulle ha varit ett allvarligt hot mot den katolska kyrkan som ju bygger på apostolisk succession från Petrus.

- Efter att korstågsfararnas sista utpost i det heliga landet, Acra, förlorades 1291 etablerade sig Tempelriddarna i Frankrike. Där utgjorde de dock ett hot mot den franske kungen Filip IV som upplöste orden 1312.

Författarna till boken menar därutöver att ett slutligt mål för Prieuré de Sion är:
- Skapandet av ett "Heligt europeiskt imperium" som skulle bli nästa stora världsmakt;
- Etablerandet av en messianistisk mystisk statsreligion genom att uppenbara Graal;
- Installerandet av en "Rex Deus" på Israels tron.

Boken har sedan den publicerades varit minst sagt omstridd och fått mycket kritik av historiker för att ha förvrängt historien till en komplex konspirationsteori. Författarna har stämt författaren Dan Brown för att ha plagierat boken genom att skriva romanen Da Vinci-koden. I oktober 2005 publicerades den svenska översättningen.